# Alexandre-Théodore Brongniart
Alexandre-Théodore Brongniart, född 15 februari 1739 och död 6 juni 1813, var en fransk arkitekt. Han var far till Alexandre Brongniart.
Brongniart blev en typisk representent för "kejsarstilen", vilken särskilt framträder i den av Brongniart med det så kallade Vespasianustemplet vid Forum romanum i Rom som förebild 1808 påbörjade, av korintiska kolonner omgivna börsbyggnaden i Paris.